# Kölner Kulturpreis
Der Kölner Kulturpreis wird seit 2010 jährlich vom Kölner Kulturrat e.V., der die Fördervereine und -institutionen des Kulturbereichs in der Stadt Köln vereint, in zwei Kategorien verliehen. Der Preis soll herausragende Leistungen und wegweisende Entwicklungen der Kultur in Köln würdigen. Er wird in den Kategorien Kulturmanager des Jahres und Kulturereignis des Jahres verliehen. Der Preis für das beste Kulturereignis des Jahres besteht in einem Preisgeld von 5.000 Euro. Darüber hinaus kann ein Ehrenpreis für Personen oder Einrichtungen vergeben werden, die sich in besonderem Maße um die Kölner Kultur verdient gemacht haben und die nicht von den anderen beiden Kategorien erfasst werden. 2016 wurde im Rahmen des Kölner Kulturpreises erstmals eine "Junge Initiative" ausgezeichnet, die sich um die Förderung, Präsentation und Vernetzung junger Kulturschaffender verdient gemacht hat. Diese neue Auszeichnung ist mit einem Preisgeld von 5.000 Euro dotiert, das die DEG Deutsche Investitions- und Entwicklungsgesellschaft mbH stiftet.

## Preisträger
- 2010
  - Andreas Blühm, Direktor des Wallraf-Richartz-Museums, als Bester Kulturmanager des Jahres 2009
  - Lit.Cologne als Bestes Kulturereignis des Jahres 2009
- 2011
  - Karin Beier, Intendantin in des Schauspiel Köln, als Beste Kulturmanagerin des Jahres 2010
  - Eröffnung des Kulturzentrums am Neumarkt mit dem Museum Schnütgen und dem Rautenstrauch-Joest-Museum als Bestes Kulturereignis des Jahres 2009, 5.000 Euro[3]
  - Irene Ludwig, Kunstmäzenin, (posthum) als Ehrenpreis der Jury[1]
- 2012
  - Sabine Voggenreiter als Beste Kulturmanagerin des Jahres 2011 für ihr Engagement für Veranstaltungen wie das Designfestival Passagen, das Architekturforum Plan und das Projekt Design Quartier Ehrenfeld
  - Kunstmesse Art Cologne als Bestes Kulturereignis des Jahres 2011
  - Navid Kermani, Schriftsteller, als Ehrenpreis der Jury für seine gesellschaftliche Auseinandersetzung mit den Religionen sowie den von ihm betriebenen Dialog der Kulturen
- 2013
  - Jochen Heufelder als Kulturmanager des Jahres 2012 für sein Engagement um New Talents
  - lit.COLOGNE als Kulturereignis des Jahres 2012 (im Rahmen einer Bevölkerungsumfrage)
  - Kasper König, 2000 bis 2012 Direktor des Museum Ludwig, als Ehrenpreis
- 2014
  - Bettina Brokemper, Filmproduzentin der Filme Bal – Honig oder Hannah Arendt, als Kulturmanagerin des Jahres 2013
  - Ausstellung Not yet tiltled – Neu und für immer im Museum Ludwig als Kulturereignis des Jahres 2013 (im Rahmen einer Bevölkerungsumfrage)
  - Buchhändlerin Hildegund Laaff für ihre Lebensleistung als Ehrenpreis[4]
- 2015
  - Louwrens Langevoort, Intendant der Kölner Philharmonie, als Kulturmanager des Jahres 2014
  - Solidaritätsfest "Birlikte – Zusammenstehen, Zusammenleben" als Kulturereignis des Jahres 2014 (im Rahmen einer Bevölkerungsumfrage)
  - Haus der Architektur Köln als Ehrenpreis
- 2016
  - Hannelore Vogt, Direktorin der Stadtbibliothek Köln, als Kulturmanagerin des Jahres 2015
  - lit.COLOGNE als Kulturereignis des Jahres 2015 (im Rahmen einer Bevölkerungsumfrage)
  - Projekt- und Kulturinitiator Baustelle Kalk in der Kategorie Junge Initiativen
  - Werner Jung, Leiter des NS-Dokumentationszentrum, als Ehrenpreis
- 2017
  - Leitungsteam der Spielstätte Stadtgarten (Reiner Michalke, Matthias von Welck, Gerhard Veeck und Norbert von der Grün) als Kulturmanager des Jahres 2016
  - Festival Acht Brücken als Kulturereignis des Jahres 2016 (im Rahmen einer Bevölkerungsumfrage)
  - Stefanie Klingemann für ihr Engagement bei den Projekten des Magazins MOFF KünstlerInnen im Gespräch - Szene Rheinland und der Kunstaktion 10qm in der Kategorie Junge Initiativen
  - Buchhändler und Verleger Walther König als Ehrenpreis
- 2018
  - Hanna Koller (Tanzkuratorin der Städtischen Bühnen) als Kulturmanagerin des Jahres 2017
  - Kinderfilmfest Cinepänz als Kulturereignis des Jahres 2017 (im Rahmen einer Bevölkerungsumfrage)
  - Auftakt Festival für szenische Texte der Theaterinitiative Cheers for Fears und der Kölner Literaturreihe LAND IN SICHT in der Kategorie Junge Initiativen
  - Anna Friebe-Reininghaus (Sammlerin und Mäzenin) als Ehrenpreis
- 2019
  - Madhusree Dutta (künstlerische Leiterin der Akademie der Künste der Welt) als Kulturmanagerin des Jahres 2018
  - die Produktion Die Soldaten der Oper Köln und das Afrika Film Festival der FilmInitiativ Köln e.V. als Kulturereignis des Jahres 2018 (im Rahmen einer Bevölkerungsumfrage)
  - das Projekt LTK4 Klangbasierte Künste im Lutherturm in der Kategorie Junge Initiativen
  - Helge Malchow (ehemaliger Verlagsleiter von Kiepenheuer & Witsch) als Ehrenpreis
- 2020
  - Der Preis für das Jahr 2019 wurde aufgrund der Corona-Pandemie nicht vergeben.
- 2021
  - Jutta Pöstges (Künstlerische Leiterin des Kunsthauses KAT18) und Norbert Oberhaus (Geschäftsführer der c/o pop) als Kulturmanager des Jahres 2020
  - die Ausstellung Arnt der Bildschneider – Meister der beseelten Skulpturen des Museum Schnütgen als Kulturereignis des Jahres 2020 (im Rahmen einer Bevölkerungsumfrage)
  - „TanzFaktur“, „Kollektiv3:6Koeln“ und „Insert Female Artist“ in der Kategorie Junge Initiativen
  - Dietmar Schneider (Kunstvermittler) als Ehrenpreis
- 2022
  - Bettina Schmidt-Czaia (Leitende Archivdirektorin des Historischen Archivs der Stadt Köln) sowie Kerstin Ortmeier und Gerhardt Haag (Kuratorin und Festivalleiter des africologneFESTIVAL) als Kulturmanager des Jahres 2021[5]
  - Musical Himmel und Kölle als Kulturereignis des Jahres 2021 (im Rahmen einer Bevölkerungsumfrage)
  - Verein Decolonize Cologne (für kolonialkritische Stadtteilführungen und Vorträge in Köln) sowie das Theater Studio Trafique (für die künstlerische Arbeit an einer Kombination von Digitalität und Theater) in der Kategorie Junge Initiativen
  - Theaterkollektiv Futur3 mit Art against War als Sonderpreis "Initiative Ukraine"
  - Hannelore Fischer (ehem. Direktorin des Käthe Kollwitz Museums) als Ehrenpreis
- 2024
  - Marion Kranen, Autorin, Kuratorin und Filmkritikerin Kulturmanagerin des Jahres
  - Osman Okkan, Journalist und Filmemacher Ehrenpreis
  - Preis für Aktuelle Musik der Gerhart und Renate Baum-Stiftung - Sonderpreis bei der Verleihung des Kölner Kulturpreises: Ensemble Kollektiv3:6Koeln[6]